# Tadeusz Wróbel (pedagog)

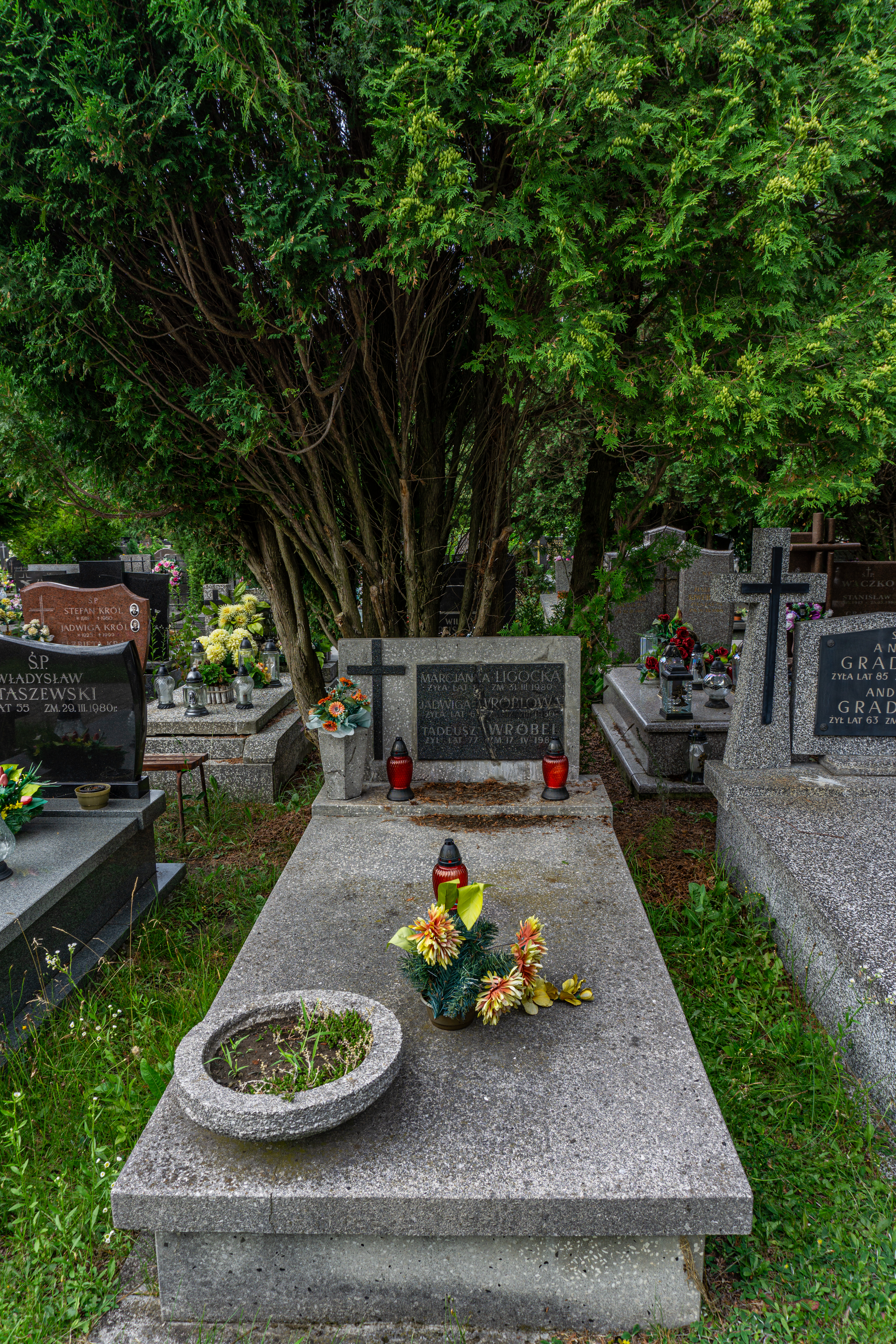
Grób Tadeusza Wróbla na cmentarzu Komunalnym Północnym w Warszawie

Tadeusz Wróbel (ur. 20 listopada 1910 w Paczółtowicach, zm. 17 kwietnia 1987 w Warszawie) – polski pedagog, specjalista w zakresie nauczania początkowego i pedagogiki porównawczej. 
W 1937 ukończył studia pedagogiczne na Uniwersytecie Jagiellońskim, a następnie do września 1939 pracował jako nauczyciel. W kampanii wrześniowej był porucznikiem w Armii "Kraków"; przez resztę II wojny światowej był uwięziony w obozie jenieckim, gdzie organizował koła nauczycielskie. W 1945 zaangażował się w nauczanie polskich wysiedleńców przebywających na terenie Niemiec, a następnie wrócił do Polski i zamieszkał w Warszawie. Od 1953 pracował naukowo w Instytucie Pedagogiki, w 1974 przeszedł do Instytutu Programów Szkolnych przy Ministerstwie Oświaty i Wychowania, gdzie rok później uzyskał tytuł profesora.
Spoczywa na Cmentarzu Komunalnym Północnym (kw. W-IV-3, rząd 13, grób 10).

## Publikacje (wybrane)
- Nauczanie i doskonalenie pisma (1963)
- Reforma szkolna w Szwecji (1965)
- Metodyka nauczania początkowego (redakcja i współautorstwo tomów 1–3, 1966–1967)
- Współczesne tendencje w nauczaniu początkowym (1975)
- Pismo i pisanie w nauczaniu początkowym (1979)

## Odznaczenia
- Krzyż Kawalerski Orderu Odrodzenia Polski (1970)
- Złoty Krzyż Zasługi (1962)
- Medal Komisji Edukacji Narodowej
- Zasłużony Nauczyciel PRL (1976)